# Kanton (El Salvador)
Ein Kanton (span. cantón) ist in El Salvador eine Verwaltungseinheit vierter Ordnung, nach Staat, Provinz (Departamento) und Gemeinde (Municipio). Ein Kanton ist wiederum in Weiler (Caseríos) aufgeteilt.  